# Joshua Liendo
Joshua Liendo Edwards, född 20 augusti 2002, är en kanadensisk simmare som tävlar främst i frisim och fjärilsim.

## Karriär
Liendo blev första gången uttagen i Kanadas landslag till ungdoms-OS 2018 som hölls i Buenos Aires, Argentina.

### 2019
Liendo blev uttagen att tävla i lagkappen på 4×100 meter medley vid VM 2019 i Gwangju. Laget slutade på 10:e plats i försöksheatet och kvalificerade sig inte för finalen. Senare under året tog Liendo tre medaljer vid junior-VM i Budapest och blev därefter utsedd av Swimming Canada till årets unga manliga simmare.

### 2021
Vid de kanadensiska OS-uttagningarna i juni 2021 satte Liendo ett nytt nationsrekord på 100 meter fjäril med en tid på 51,40. Han kvalificerade sig därefter till OS i Tokyo 2021. Liendo tävlade i tre individuella grenar och två lagkapper vid OS. Individuellt tog han sig till semifinal på 100 meter fritt och 100 meter fjäril samt blev utslagen i försöksheatet på 50 meter fritt. Liendo var en del av Kanadas lag på 4×100 meter frisim som överraskande kvalificerade sig för finalen och slutade på fjärde plats, endast 0,60 sekunder från ett brons. Han var även en del av laget som slutade på 7:e plats i finalen på 4×100 meter medley.
I december 2021 vid kortbane-VM i Abu Dhabi tog Liendo tre medaljer. Han var en del av Kanadas lag som tog guld på 4×50 meter mixed frisim och samtidigt satte ett nytt nationsrekord. Individuellt slog han nationsrekordet och tog bronset på 50 meter fritt efter att ha simmat på tiden 20,76. Även på 100 meter fritt tog Liendo brons med tiden 45,82, vilket blev ett nytt personbästa och hans första lopp på under 46 sekunder.

### 2022–2023
Den 22 juni 2022 vid VM i Budapest tog Liendo brons på 100 meter frisim. Två dagar senare tog han också brons på 100 meter fjärilsim samt var en del av Kanadas kapplag som tog silver på 4×100 meter mixad frisim.
I juli 2023 vid VM i Fukuoka tog Liendo silver och noterade ett nytt kanadensiskt rekord på 100 meter fjärilsim.